# Ömer Aşık
Ömer Aşık (ur. 4 lipca 1986) – turecki koszykarz, występujący na pozycji środkowego.

## Kariera klubowa

### Gra w Turcji
Ömer Aşık podpisał kontrakt z Fenerbahçe Ülker w 2005 roku. Zagrał tylko jeden mecz, zanim został wypożyczony na cały sezon do drugiej ligi, do klubu FMV Işık Spor Kulübü. Fenerbahçe nie miało dla niego miejsca w składzie, a koszykarz musiał zdobywać doświadczenie. W sezonie 2006/07 podpisał kontrakt z Alpellą İstanbul, gdzie średnio zdobywał 10.8 punkty i 11.3 zbiórki na mecz. Opuścił Alpellę w grudniu 2007 roku, by ponownie podpisać kontrakt z Fenerbahçe. Krótko po przejściu do klubu doznał kontuzji i nie grał przez pół roku. Kiedy powrócił, siał postrach w tureckiej lidze, ale złamał obojczyk i nie wystąpił przez kolejne dwa miesiące. Po powrocie do zdrowia, Fenerbahçe chciało zmusić go do podpisania nowego kontraktu i klub postanowił nie wystawiać go do drużyny, dopóki nie podpisze umowy. Aşık nie ugiął się i przesiedział resztę sezonu na trybunach. Podczas gry w Fenerbahçe zdobywał 7.8 punktu i 6.1 zbiórki na mecz podczas sezonów 2007/08 i 2008/09. W sezonie 2007/08 został mistrzem kraju. W sezonie 2009/10 zagrał tylko 9 meczów ligowych i 7 w Eurolidze. Zdobywał w nich średnio 9.9 punktu, 6.1 zbiórki i 1.5 bloku na mecz.

### NBA

#### Chicago Bulls
Ömer Aşık został wybrany z 36 numerem przez Portland Trail Blazers w drafcie NBA w 2008 roku i natychmiast został oddany do Chicago Bulls. 13 lipca 2010 roku podpisał kontrakt z Bulls. W pierwszym sezonie zagrał we wszystkich 82 meczach, za każdym razem wychodząc do gry jako rezerwowy. 17 marca 2011 w meczu z New Jersey Nets zanotował pierwsze w karierze double-double, notując 11 punktów i 16 zbiórek. 4 dni później w spotkaniu z Sacramento Kings ustanowił swój strzelecki rekord, rzucając 14 punktów przy stuprocentowej skuteczności z gry. W play-off był ważnym członkiem zespołu, regularnie grając z ławki rezerwowych. W finale konferencji przeciwko Miami Heat w czwartym meczu doznał pęknięcia kości strzałkowej, co uniemożliwiło mu dokończenie sezonu na boisku.
W swoim drugim sezonie, Asik ponownie zagrał we wszystkich meczach. Dwukrotnie wyszedł nawet w pierwszej piątce. Co prawda nie udało mu się ani razu uzyskać double-double, ale był ważnym zawodnikiem rotacji Chicago Bulls. Swoje średnie podniósł w drugim sezonie do 3,1 punktu, 5,3 zbiórki i 1,0 bloku podczas 14,7 minuty gry. W play-off w obliczu kontuzji Joakima Noah wszedł w trzecim meczu do pierwszej piątki i grał w niej w pozostałych czterech spotkaniach. W ostatnim, szóstym spotkaniu spudłował dwa bardzo ważne rzuty wolne w samej końcówce, po których Philadelphia 76ers przejęła kontrolę nad meczem i wyeliminowała Bulls.

#### Houston Rockets
20 lipca 2012 roku podpisał trzyletni kontrakt z Houston Rockets, wart 25 milionów dolarów. W nowej drużynie zagrał ponownie we wszystkich meczach sezonu, tym razem w każdym wychodził w pierwszej piątce. 10 grudnia w meczu przeciwko San Antonio Spurs pierwszy raz w karierze przekroczył granicę 20 punktów, zdobywając ich 21. 18 stycznia 2013 w sptkaniu z Indiana Pacers poprawił ten rekord, rzucając 22 punkty. Wynik ten wyrównał 1 kwietnia w meczu przeciwko Orlando Magic. Z kolei 27 lutego zanotował 22 zbiórki przeciwko Milwaukee Bucks. W sezonie zanotował aż 33 razy double-double, kończąc rozgrywki ze średnimi na takim poziomie – 10,1 punktu i 11,7 zbiórki na mecz. Pod względem zbiórek zajął trzecie miejsce w lidze, tylko za Dwightem Howardem i Nikolą Vuceviciem.
Przed rozgrywkami 2013/14, Rockets zatrudnili w drużynie Dwighta Howarda, przez co rola Aşika drastycznie spadła. Na początku sezon trener Kevin McHale wystawiał obu zawodników w pierwszej piątce, ale z czasem zrezygnował z tego pomysłu i posadził Aşika na ławce, zwalniając miejsce w pierwszym składzie dla Terrence'a Jonesa. W grudniu 2013 roku, Aşik doznał kontuzji kolana i mimo pierwszych diagnoz mówiących o szybkim powrocie po około tygodniu, opuścił następne dwa miesiące sezonu. Łącznie w sezonie rozegrał 48 spotkań, notując średnio 5,8 punktu i 7,9 zbiórki na mecz. Miał też jednak kilka godnych uwagi występów. Gdy zastępował kontuzjowanego lub odpoczywającego Howarda, był w stanie grać jak w sezonie 2012/13. 1 kwietnia w meczu przeciwko Brooklyn Nets zanotował 12 punktów i zebrał aż 23 piłki. Wynik w zbiórkach powtórzył 5 dni później w starciu z Denver Nuggets, dołożył wtedy też do tego 18 punktów.

### New Orleans Pelicans
15 lipca 2014 w ramach wymiany między trzema klubami: Rockets, Washington Wizards i New Orleans Pelicans trafił do ostatniej z tych drużyn.
1 lutego 2018 trafił w wyniku wymiany do Chicago Bulls. 21 października został zwolniony.

## Reprezentacja
Po raz pierwszy zagrał na arenie międzynarodowej, kiedy został powołany na Mistrzostwa Europy do lat 20. Zdobywał średnio tylko 2 punkty na mecz i notował 2,6 zbiórek. Turcja zdobyła srebrny medal, przegrywając w finale z Serbią i Czarnogórą. W 2010 roku był częścią reprezentacji Turcji na Mistrzostwach Świata. Aşık odegrał ważną rolę i zdobywał 8.9 punktów i 6.9 zbiórek na mecz. Przyczynił się do zdobycia srebrnego medalu.

## Osiągnięcia
Stan na 13 listopada 2019, na podstawie, o ile nie zaznaczono inaczej.

### Drużynowe
- Mistrz Turcji (2008, 2010)
- Wicemistrz Turcji (2009)
- Zdobywca:
  - pucharu Turcji (2010)
  - superpucharu Turcji (2007)
- Finalista superpucharu Turcji (2006, 2008, 2009)

### Indywidualne
- Uczestnik meczu gwiazd ligi tureckiej (2007, 2008)
- Lider:
  - w blokach:
    - Euroligi (2008)
    - ligi tureckiej (2008)[21]

  - ligi tureckiej w zbiórkach (2007)[22]

### Reprezentacja
- Wicemistrz:
  - świata (2010)
  - Europy U–20 (2006)
- Uczestnik:
  - mistrzostw:
    - świata (2010, 2014 – 8. miejsce)
    - Europy (2009 – 8. miejsce, 2011 – 11. miejsce, 2013 – 17. miejsce, 2015 – 14. miejsce)

  - kwalifikacji olimpijskich (2016 – 4. miejsce)
- Lider Eurobasketu w skuteczności rzutów z gry (2009 – 66,7%)[23]

## Statystyki

### Poza NBA
| Sezon   | Drużyna            | M   | S5 | MPG  | FG%    | 3P%   | FT%   | RPG  | APG | SPG | BPG | PPG  |
| ------- | ------------------ | --- | -- | ---- | ------ | ----- | ----- | ---- | --- | --- | --- | ---- |
| 2005-06 | Fenerbahce Stambuł | 1   | 0  | 6,0  | 100,0% | 0,0%  | 0,0%  | 2,0  | 0,0 | 0,0 | 0,0 | 2,0  |
| 2006-07 | Alpella            | 30  | 0  | 33,7 | 52,5%  | 50,0% | 48,6% | 11,2 | 1,2 | 1,6 | 2,0 | 9,3  |
| 2007-08 | Fenerbahce Stambuł | 55  | 0  | 22,3 | 56,0%  | 0,0%  | 57,3% | 6,7  | 0,5 | 0,6 | 1,6 | 7,7  |
| 2007-08 | Alpella            | 10  | 0  | 32,4 | 57,0%  | 66,7% | 50,0% | 11,3 | 1,8 | 0,4 | 2,2 | 15,0 |
| 2008-09 | Fenerbahce Stambuł | 19  | 0  | 17,4 | 64,6%  | 0,0%  | 42,6% | 4,5  | 0,6 | 1,0 | 1,0 | 7,9  |
| 2009-10 | Fenerbahce Stambuł | 23  | 0  | 21,3 | 63,8%  | 0,0%  | 39,1% | 6,1  | 0,6 | 0,2 | 1,5 | 9,6  |
| Razem   |                    | 138 | 0  | 24,6 | 57,6%  | 27,3% | 48,9% | 7,6  | 0,8 | 0,8 | 1,6 | 8,9  |

### NBA
Na podstawie Basketball-Reference.com (ang.)

Stan na koniec sezonu 2018/19

#### Sezon regularny
| Sezon   | Drużyna     | M   | S5  | MPG  | FG%   | 3P%  | FT%   | RPG  | APG | SPG | BPG | PPG  |
| ------- | ----------- | --- | --- | ---- | ----- | ---- | ----- | ---- | --- | --- | --- | ---- |
| 2010/11 | Chicago     | 82  | 0   | 12,1 | 55,3% | –    | 50,3% | 3,7  | 0,4 | 0,2 | 0,7 | 2,8  |
| 2011/12 | Chicago     | 66  | 2   | 14,7 | 50,6% | –    | 45,6% | 5,3  | 0,5 | 0,5 | 1,0 | 3,1  |
| 2012/13 | Houston     | 82  | 82  | 30,0 | 54,1% | 0,0% | 56,2% | 11,7 | 0,9 | 0,6 | 1,1 | 10,1 |
| 2013/14 | Houston     | 48  | 19  | 20,2 | 53,2% | –    | 61,9% | 7,9  | 0,5 | 0,3 | 0,8 | 5,8  |
| 2014/15 | New Orleans | 76  | 76  | 26,1 | 51,7% | –    | 58,2% | 9,8  | 0,9 | 0,4 | 0,7 | 7,3  |
| 2015/16 | New Orleans | 68  | 64  | 17,3 | 53,3% | –    | 54,5% | 6,1  | 0,4 | 0,3 | 0,3 | 4,0  |
| 2016/17 | New Orleans | 31  | 19  | 15,5 | 47,7% | –    | 59,0% | 5,3  | 0,5 | 0,2 | 0,3 | 2,7  |
| 2017/18 | New Orleans | 14  | 0   | 8,6  | 43,8% | –    | 33,3% | 2,6  | 0,1 | 0,1 | 0,1 | 1,3  |
| 2017/18 | Chicago     | 4   | 0   | 15,3 | 33,3% | –    | 0,0%  | 2,5  | 0,3 | 0,3 | 0,5 | 1,0  |
| Razem   |             | 471 | 262 | 19,6 | 52,8% | 0,0% | 55,1% | 7,1  | 0,6 | 0,4 | 0,7 | 5,3  |

#### Play-offy
| Sezon | Drużyna     | M  | S5 | MPG  | FG%   | 3P% | FT%   | RPG  | APG | SPG | BPG | PPG  |
| ----- | ----------- | -- | -- | ---- | ----- | --- | ----- | ---- | --- | --- | --- | ---- |
| 2011  | Chicago     | 15 | 0  | 9,9  | 46,2% | –   | 30,0% | 2,1  | 0,1 | 0,1 | 0,5 | 1,0  |
| 2012  | Chicago     | 6  | 3  | 21,3 | 50,0% | –   | 35,3% | 4,7  | 1,3 | 0,2 | 1,7 | 3,3  |
| 2013  | Houston     | 6  | 6  | 34,7 | 56,4% | –   | 63,8% | 11,2 | 0,5 | 0,5 | 1,7 | 12,3 |
| 2014  | Houston     | 6  | 4  | 27,2 | 48,5% | –   | 100%  | 8,2  | 0,7 | 0,5 | 0,7 | 5,8  |
| 2015  | New Orleans | 4  | 4  | 19,8 | 20,0% | –   | 57,1% | 7,3  | 1,5 | 1,3 | 0,0 | 2,0  |
| Razem |             | 37 | 17 | 19,6 | 48,6% | –   | 54,8% | 5,5  | 0,6 | 0,4 | 0,9 | 4,1  |

### Reprezentacja
| Sezon | Drużyna | M  | S5 | MPG  | FG%   | 3P%  | FT%   | RPG | APG | SPG | BPG | PPG  |
| ----- | ------- | -- | -- | ---- | ----- | ---- | ----- | --- | --- | --- | --- | ---- |
| 2009  | Turcja  | 9  | 0  | 23,1 | 66,7% | 0,0% | 31,9% | 6,3 | 0,6 | 0,4 | 0,8 | 12,8 |
| 2010  | Turcja  | 9  | 0  | 19,0 | 55,2% | 0,0% | 37,2% | 6,9 | 0,7 | 0,3 | 1,2 | 8,9  |
| 2011  | Turcja  | 8  | 0  | 24,4 | 56,3% | 0,0% | 41,9% | 8,5 | 0,0 | 0,1 | 1,5 | 9,0  |
| Razem |         | 26 | 0  | 22,1 | 60,2% | 0,0% | 36,8% | 7,2 | 0,4 | 0,3 | 1,2 | 10,3 |